# Драган Бошњак
Драган Бошњак (Кањижа, 19. октобар 1956 — Кањижа, 27. март 2019) био је југословенски и српски фудбалер који је играо на позицији играча средине терена.

## Каријера
Професионалну каријеру започео је 1975. године у суботичком Спартаку, где је остао до 1976. године уз одиграну 21 утакмицу и постигнута 2 гола. У периоду од 1976—1979. године наступао је за Војводину, са којом је у сезони 1976/77 освојио Митропа куп. Током зимске сезоне 1980. године прелази у загребачки Динамо, са којим осваја Првенство Југославије у сезони 1981/82, као и Куп Југославије 1980 и 1983. године. Током 1985. године провео је пола сезоне у винковачком Динаму.
Наступао је за Фигерас из Шпаније током 1987. године, а каријеру завршио у суботичком Спартаку 1988. године.
Био је члан фудбалске репрезентације Југославије, која је освојила Европско првенство у фудбалу до 21 године 1978. године.

## Трофеји

### Клупски
Војводина
- Митропа куп: 1976/77.

Динамо Загреб
- Првенство Југославије: 1981/82.
- Куп Југославије: 1979/80, 1982/83.

### Интернационални
Југославија
- Европско првенство у фудбалу до 21 године: 1978.